# ティント・デ・ベラノ
ティント・デ・ベラノまたはティント・デ・ベラーノ（西：Tinto de Verano）は、スペインで親しまれている赤ワインをベースにしたカクテル。名前は直訳すると「夏の赤（＝赤ワイン）」を意味する。サングリアに似ているが、より簡単につくることができる。

## 概要
赤ワインと任意の炭酸飲料を１対１～２で割り、ロックアイスを入れたタンブラーに注いでよく冷やして供する。ワインは安めのテンプラニーリョが最もよいとされ、その他ミディアムボディーが望ましい。炭酸飲料は甘いフレーバーがあるものが好まれ、最も代表的にはLa Caseraブランドの炭酸飲料、ほかにスプライトやセブンアップなどが用いられることもある。炭酸飲料の代わりに炭酸水を用い、砂糖を加えたレシピもある。飾り付けにオレンジの輪切りを加える。
名前が示唆するように、ティント・デ・ベラノは夏場によく供される。多くは自家製であるか、スーパーマーケットで瓶入り飲料になっているものを購入する。コスタデルソルなどのスペイン南部では自分で作れることから地元民のあいだで普及している。サングリアが作る過程もコストも多くかかることから、より商業的で"観光客向け"と考えられており、しばしば高いレストランで比較的高価で供されるのに対し、ティント・デ・ベラノはホームパーティーやお祭り、飲み物が安価で大量消費されるダイブバーで好まれる。
この飲み物は20世紀の初頭に起源を発するとされる。フェデリコ・バルガス(Federico Vargas)がスペイン、コルドバのエル・ブリリャンテ(El Brilliante)にほど近いベンタ・バルガス(Venta Vargas)にて彼のパトロンに赤ワインとソーダポップを混ぜたものを出したのがその発祥である。それは当初「（ウン・）バルガス」と呼ばれたが、やがてティント・デ・ベラノとして知られるようになった。

## レシピ
- 赤ワイン
- 炭酸飲料水（もしくは炭酸水）
- （炭酸水を用いる場合は砂糖も加える）
- 飾り付けにオレンジ（又はレモン）の輪切りを加える
- オン・ザ・ロック

## バリエーション
赤ワインとレモンソーダでつくるもの、赤ワインとオレンジソーダでつくるもの、赤ワインではなくロゼワインを用いるものなどがある。赤ワインをコーラで割った場合は「カリモーチョ」、ジンジャーエールで割った場合は「キティ」という別のカクテルの名前で呼ばれる。

## La CaseraのTinto de verano
"Tinto de Verano"はスペインの炭酸飲料ブランド La Caseraの商品ラインナップのシリーズ名にもなっている。いずれもワインベースに自社の炭酸清涼飲料水を混ぜたいわゆるレディトゥドリンクタイプのカクテル飲料であり、La Caseraの"Tinto de Verano"はclasico (con gaseosa)（クラシコ）、con limon（レモン入り）、sin alcoholo（ノンアルコール）などのバリエーションがある。クラシコはテンプラニーリョワインに炭酸水、ワインの醸造過程で生じるムスト、クエン酸などを原料としている。商品形態は、瓶入り、ペットボトル入り、缶入りなどがある。